# Renaud Séchan/Diskografie
Diese Diskografie ist eine Übersicht über die musikalischen Werke des französischen Liedermachers Renaud Séchan. Den Schallplattenauszeichnungen zufolge hat er bisher mehr als 9,9 Millionen Tonträger verkauft. Seine erfolgreichste Veröffentlichung ist das Album Boucan d’enfer mit über 1,1 verkauften Einheiten.

## Alben

### Studioalben
| Jahr | Titel Musiklabel                                           | Höchstplatzierung, Gesamtwochen, AuszeichnungChartplatzierungen (Jahr, Titel, Musiklabel, Platzierungen, Wochen, Auszeichnungen, Anmerkungen) | Höchstplatzierung, Gesamtwochen, AuszeichnungChartplatzierungen (Jahr, Titel, Musiklabel, Platzierungen, Wochen, Auszeichnungen, Anmerkungen) | Höchstplatzierung, Gesamtwochen, AuszeichnungChartplatzierungen (Jahr, Titel, Musiklabel, Platzierungen, Wochen, Auszeichnungen, Anmerkungen) | Anmerkungen                                                                                      |
| Jahr | Titel Musiklabel                                           | FR | BEW | CH | Anmerkungen                                                                                      |
| ---- | ---------------------------------------------------------- | --- | --- | --- | ------------------------------------------------------------------------------------------------ |
| 1975 | Amoureux de Paname Polydor                                 | FR— GoldFR | — | — | Erstveröffentlichung: 1975                                                                       |
| 1977 | Laisse béton Polydor                                       | FR— GoldFR | — | — | Erstveröffentlichung: 1977                                                                       |
| 1979 | Ma gonzesse Polydor                                        | FR— PlatinFR | — | — | Erstveröffentlichung: 1979                                                                       |
| 1980 | Marche à l’ombre Polydor                                   | FR— PlatinFR | — | — | Erstveröffentlichung: 1980                                                                       |
| 1981 | Le retour de Gérard Lambert Polydor                        | FR— PlatinFR | — | — | Erstveröffentlichung: 1981                                                                       |
| 1983 | Morgane de toi Polydor                                     | FR152 Platin · (4 Wo.)FR | — | — | Erstveröffentlichung: 1983 Charteinstieg FR: 2014                                                |
| 1985 | Mistral gagnant Virgin Records                             | FR64 Diamant · (32 Wo.)FR | BEW— GoldBEW | — | Erstveröffentlichung: 1985 Charteinstieg FR: 2002                                                |
| 1988 | Putain de camion Virgin Records                            | FR144 Platin · (2 Wo.)FR | — | — | Erstveröffentlichung: April 1988 Charteinstieg FR: 2002                                          |
| 1991 | Marchand de cailloux Virgin Records                        | FR121 Platin · (2 Wo.)FR | — | — | Erstveröffentlichung: 30. September 1991 Charteinstieg FR: 2002                                  |
| 1993 | Cante el’ Nord Virgin Records                              | FR69 Platin · (1 Wo.)FR | — | — | Erstveröffentlichung: 21. Mai 1993 Charteinstieg FR: 2001 Lieder in Picardischer Sprache         |
| 1994 | À la Belle de Mai Virgin Records                           | FR125 Platin · (1 Wo.)FR | BEW13 (… Wo.)BEW | CH82 (… Wo.)CH | Erstveröffentlichung: 21. November 1994 Charteinstieg FR: 2002, BE/CH: 2024                      |
| 1996 | Chante Brassens Virgin Records                             | FR22 ×2Doppelgold · (8 Wo.)FR | BEW10 (20 Wo.)BEW | — | Erstveröffentlichung: 1. April 1996 Neuinterpretationen von Liedern des Sängers Georges Brassens |
| 2002 | Boucan d’enfer Virgin Records                              | FR1 Diamant · (74 Wo.)FR | BEW1 ×2Doppelplatin · (49 Wo.)BEW | CH1 Platin · (46 Wo.)CH | Erstveröffentlichung: 31. Mai 2002                                                               |
| 2006 | Rouge sang Virgin Records                                  | FR1 ×3Dreifachplatin · (50 Wo.)FR | BEW1 Gold · (45 Wo.)BEW | CH3 Gold · (9 Wo.)CH | Erstveröffentlichung: 29. Juni 2006                                                              |
| 2009 | Molly Malone – Balade irlandaise EMI Music                 | FR1 ×2Doppelplatin · (38 Wo.)FR | BEW4 (13 Wo.)BEW | CH34 (5 Wo.)CH | Erstveröffentlichung: 20. November 2009 Interpretation irischer Lieder auf Französisch           |
| 2016 | Renaud Parlophone / Warner Music                           | FR1 Diamant · (67 Wo.)FR | BEW1 Gold · (77 Wo.)BEW | CH2 Gold · (25 Wo.)CH | Erstveröffentlichung: 8. April 2016                                                              |
| 2019 | Les mômes et les enfants d’abord Parlophone / Warner Music | FR1 ×2Doppelplatin · (18 Wo.)FR | BEW1 (20 Wo.)BEW | CH3 (9 Wo.)CH | Erstveröffentlichung: 29. November 2019                                                          |
| 2022 | Métèque Parlophone / Warner Music                          | FR1 Gold · (19 Wo.)FR | BEW1 (14 Wo.)BEW | CH5 (5 Wo.)CH | Erstveröffentlichung: 6. Mai 2022                                                                |
| 2023 | Dans mes cordes Parlophone / Warner Music                  | FR10 (29 Wo.)FR | BEW10 (5 Wo.)BEW | — | Erstveröffentlichung: 1. Dezember 2023                                                           |

grau schraffiert: keine Chartdaten aus diesem Jahr verfügbar

### Livealben
| Jahr | Titel Musiklabel                                                 | Höchstplatzierung, Gesamtwochen, AuszeichnungChartplatzierungen (Jahr, Titel, Musiklabel, Platzierungen, Wochen, Auszeichnungen, Anmerkungen) | Höchstplatzierung, Gesamtwochen, AuszeichnungChartplatzierungen (Jahr, Titel, Musiklabel, Platzierungen, Wochen, Auszeichnungen, Anmerkungen) | Höchstplatzierung, Gesamtwochen, AuszeichnungChartplatzierungen (Jahr, Titel, Musiklabel, Platzierungen, Wochen, Auszeichnungen, Anmerkungen) | Anmerkungen                                                                           |
| Jahr | Titel Musiklabel                                                 | FR | BEW | CH | Anmerkungen                                                                           |
| ---- | ---------------------------------------------------------------- | --- | --- | --- | ------------------------------------------------------------------------------------- |
| 1980 | Renaud à Bobino Polydor                                          | FR— GoldFR | — | — | Erstveröffentlichung: 1980                                                            |
| 1981 | Le P’tit Bal du samedi soir et autres chansons réalistes Polydor | FR— GoldFR | — | — | Erstveröffentlichung: 1981                                                            |
| 1982 | Un Olympia pour moi tout seul Polydor                            | FR79 Gold · (4 Wo.)FR | — | — | Erstveröffentlichung: 1982 Charteinstieg FR: 2016                                     |
| 1989 | Visage pâle rencontrer public Virgin Records                     | FR65 ×2Doppelgold · (14 Wo.)FR | — | — | Erstveröffentlichung: 1989 Charteinstieg FR: 2001                                     |
| 1995 | Le Retour de la Chetron Sauvage Virgin Records                   | — | — | — | Erstveröffentlichung: 1995 Mitschnitt eines Auftritts im Zénith in Paris im Jahr 1986 |
| 1996 | Paris – Provinces: Aller / Retour Virgin Records                 | FR29 Gold · (19 Wo.)FR | BEW33 (3 Wo.)BEW | — | Erstveröffentlichung: 2. Dezember 1996                                                |
| 2003 | Tournée d’enfer Virgin Records                                   | FR3 Gold · (22 Wo.)FR | BEW15 (15 Wo.)BEW | CH94 (1 Wo.)CH | Erstveröffentlichung: 17. November 2003                                               |
| 2007 | Tournée Rouge Sang EMI Music                                     | FR16 Gold · (19 Wo.)FR | BEW38 (9 Wo.)BEW | — | Erstveröffentlichung: 16. November 2007 Artwork von Patrice Killoffer                 |
| 2017 | Phénix Tour Parlophone / Warner Music                            | FR26 (10 Wo.)FR | BEW24 (34 Wo.)BEW | CH58 (2 Wo.)CH | Erstveröffentlichung: 1. Dezember 2017                                                |
| 2025 | Live à la Cigale Parlophone / Warner Music                       | FR11 (… Wo.)FR | BEW9 (… Wo.)BEW | — | Erstveröffentlichung: 30. Mai 2025                                                    |

grau schraffiert: keine Chartdaten aus diesem Jahr verfügbar

### Kompilationen
| Jahr | Titel Musiklabel                                            | Höchstplatzierung, Gesamtwochen, AuszeichnungChartplatzierungen (Jahr, Titel, Musiklabel, Platzierungen, Wochen, Auszeichnungen, Anmerkungen) | Höchstplatzierung, Gesamtwochen, AuszeichnungChartplatzierungen (Jahr, Titel, Musiklabel, Platzierungen, Wochen, Auszeichnungen, Anmerkungen) | Höchstplatzierung, Gesamtwochen, AuszeichnungChartplatzierungen (Jahr, Titel, Musiklabel, Platzierungen, Wochen, Auszeichnungen, Anmerkungen) | Anmerkungen                                                    |
| Jahr | Titel Musiklabel                                            | FR | BEW | CH | Anmerkungen                                                    |
| ---- | ----------------------------------------------------------- | --- | --- | --- | -------------------------------------------------------------- |
| 1986 | Ma compil Polydor                                           | FR92 ×2Doppelgold · (6 Wo.)FR | BEW36 (4 Wo.)BEW | — | Charteinstieg FR: 2016, BEW: 1995                              |
| 1995 | The Meilleur of Renaud 75-85 Polydor                        | FR74 Gold · (6 Wo.)FR | BEW11 (16 Wo.)BEW | — | Erstveröffentlichung: 1995 Charteinstieg FR: 2015              |
| 1995 | The Meilleur of Renaud 85–95 Virgin Records                 | FR— GoldFR | BEW6 (17 Wo.)BEW | — | Erstveröffentlichung: 12. Juni 1995                            |
| 1995 | The Very Meilleur of Renaud 1975/1995 Polydor               | FR— ×2DoppelgoldFR | BEW14 (13 Wo.)BEW | — | Erstveröffentlichung: 4. Dezember 1995                         |
| 1995 | Les Introuvables Virgin Records                             | — | — | — | Erstveröffentlichung: 1995                                     |
| 2000 | L’absolutely meilleur of Renaud Virgin Records              | FR— PlatinFR | BEW29 (22 Wo.)BEW | — | Erstveröffentlichung: 14. Januar 2000                          |
| 2002 | 75-85 Polydor                                               | FR33 (5 Wo.)FR | — | — | Erstveröffentlichung: 28. November 2002 Charteinstieg FR: 2016 |
| 2004 | Mon film sur moi et mes chansons préférées de moi EMI Music | FR— ×2DoppelgoldFR | BEW10 (15 Wo.)BEW | CH29 (8 Wo.)CH | Erstveröffentlichung: 26. November 2004                        |
| 2006 | Les 100 plus belles chansons 1985-2006 EMI Music            | — | BEW2 (19 Wo.)BEW | — | Erstveröffentlichung: 7. Juli 2006                             |
| 2008 | Les 50 plus belles chansons Polydor                         | FR57 Gold · (21 Wo.)FR | BEW58 (29 Wo.)BEW | — | Erstveröffentlichung: 12. Mai 2008 Charteinstieg FR: 2014      |
| 2010 | Le plein de super! Parlophone / Warner Music                | FR15 Gold · (85 Wo.)FR | BEW33 (116 Wo.)BEW | — | Erstveröffentlichung: 19. November 2010                        |
| 2021 | Putain de Best of! Parlophone / Warner Music                | FR16 Platin · (145 Wo.)FR | BEW13 (18 Wo.)BEW | — | Erstveröffentlichung: 28. Mai 2021                             |

grau schraffiert: keine Chartdaten aus diesem Jahr verfügbar

## Singles
| Jahr | Titel Album                                     | Höchstplatzierung, Gesamtwochen, AuszeichnungChartplatzierungen (Jahr, Titel, Album, Platzierungen, Wochen, Auszeichnungen, Anmerkungen) | Höchstplatzierung, Gesamtwochen, AuszeichnungChartplatzierungen (Jahr, Titel, Album, Platzierungen, Wochen, Auszeichnungen, Anmerkungen) | Höchstplatzierung, Gesamtwochen, AuszeichnungChartplatzierungen (Jahr, Titel, Album, Platzierungen, Wochen, Auszeichnungen, Anmerkungen) | Anmerkungen                                          |
| Jahr | Titel Album                                     | FR | BEW | CH | Anmerkungen                                          |
| --- | ----------------------------------------------- | --- | --- | --- | ---------------------------------------------------- |
| 1983 | Morgane de toi                                  | FR184 (2 Wo.)FR | — | — | Charteinstieg FR: 2012                               |
| 1985 | Mistral gagnant                                 | FR64 (33 Wo.)FR | — | — | Charteinstieg FR: 2012                               |
| 1986 | Miss Maggie Mistral gagnant                     | FR13 (9 Wo.)FR | — | — |                                                      |
| 1991 | Marchand de cailloux                            | FR25 (13 Wo.)FR | — | — |                                                      |
| 1992 | P’tit voleur –                                  | FR35 (2 Wo.)FR | — | — |                                                      |
| 1992 | La ballade nord-irlandaise Marchand de cailloux | FR44 (4 Wo.)FR | — | — |                                                      |
| 2002 | Docteur Renaud, Mister Renard Boucan d’enfer    | FR23 (14 Wo.)FR | — | — |                                                      |
| 2002 | Manhattan-Kaboul Boucan d’enfer                 | FR2 Platin · (41 Wo.)FR | BEW4 Platin · (29 Wo.)BEW | CH37 (16 Wo.)CH | Erstveröffentlichung: 22. Juli 2002 mit Axelle Red   |
| 2003 | Coeur perdu Boucan d’enfer                      | FR91 (4 Wo.)FR | — | — |                                                      |
| 2005 | Anaïs Nin Romane Serda                          | FR12 (18 Wo.)FR | BEW31 (7 Wo.)BEW | CH61 (7 Wo.)CH | Erstveröffentlichung: 11. März 2005 mit Romane Serda |
| 2005 | Dans la jungle Rouge sang                       | FR31 (15 Wo.)FR | BEW19 (12 Wo.)BEW | CH64 (7 Wo.)CH | Erstveröffentlichung: 9. Dezember 2005               |
| 2006 | Les bobos Rouge sang                            | FR8 (18 Wo.)FR | BEW16 (12 Wo.)BEW | CH51 (9 Wo.)CH | Erstveröffentlichung: 1. September 2006              |
| 2006 | Arrêter la clope! Rouge sang                    | FR31 (17 Wo.)FR | — | — | Erstveröffentlichung: 8. Dezember 2006               |
| 2015 | Ta batterie Renaud                              | FR36 (2 Wo.)FR | BEW36 (1 Wo.)BEW | — | Erstveröffentlichung: 23. Oktober 2015               |
| 2016 | Toujours debout Renaud                          | FR1 Gold · (20 Wo.)FR | BEW2 (3 Wo.)BEW | CH48 (2 Wo.)CH | Erstveröffentlichung: 25. Januar 2016                |
| 2023 | Maintenant À 2 à 3                              | FR150 Gold · (2 Wo.)FR | — | — | Erstveröffentlichung: 27. Oktober 2023 mit Vianney   |
| Folgende Lieder erschienen nicht als Single, wurden aber durch das Album zum Download und Streaming bereitgestellt und konnten somit eine Platzierung erlangen: |                                                 | | | |                                                      |
| |                                                 | | | |                                                      |
| 2016 | J’ai embrassé un flic Renaud                    | FR54 (2 Wo.)FR | — | — |                                                      |
| 2016 | Les mots Renaud                                 | FR73 (3 Wo.)FR | — | — |                                                      |
| 2016 | Hyper cacher Renaud                             | FR74 (1 Wo.)FR | — | — |                                                      |
| 2016 | Héloïse Renaud                                  | FR182 (1 Wo.)FR | — | — |                                                      |
| 2016 | La vie est moche et c’est trop court Renaud     | FR195 (1 Wo.)FR | — | — |                                                      |

grau schraffiert: keine Chartdaten aus diesem Jahr verfügbar

## Videoalben
- 2003: Tournée D’enfer (FR: Diamant)
- 2006: Visage Pale Attaquer Zenith (FR: Gold)
- 2006: Tournee Rouge Sang (Paris Bercy + Hexagone) (FR: ×3Dreifachplatin )
- 2008: La Chetron Sauvage (FR: Platin)
- 2017: Phoenix Tour – Collector (FR: Platin)

## Boxsets
| Jahr | Titel Musiklabel                                                | Höchstplatzierung, Gesamtwochen, AuszeichnungChartplatzierungen (Jahr, Titel, Musiklabel, Platzierungen, Wochen, Auszeichnungen, Anmerkungen) | Höchstplatzierung, Gesamtwochen, AuszeichnungChartplatzierungen (Jahr, Titel, Musiklabel, Platzierungen, Wochen, Auszeichnungen, Anmerkungen) | Höchstplatzierung, Gesamtwochen, AuszeichnungChartplatzierungen (Jahr, Titel, Musiklabel, Platzierungen, Wochen, Auszeichnungen, Anmerkungen) | Anmerkungen                                                             |
| Jahr | Titel Musiklabel                                                | FR | BEW | CH | Anmerkungen                                                             |
| ---- | --------------------------------------------------------------- | --- | --- | --- | ----------------------------------------------------------------------- |
| 2002 | Boucan d’enfer / Visage pâle rencontrer public                  | FR50 (15 Wo.)FR | — | — | Erstveröffentlichung: 7. Oktober 2002                                   |
| 2008 | Les 100 plus belles chansons 1975-1983 Polydor                  | FR163 (8 Wo.)FR | BEW67 (21 Wo.)BEW | — | Erstveröffentlichung: 3. November 2008 Charteinstieg FR: 2014           |
| 2011 | L’intégrale des enregistrements studio & Live 1975-1983 Polydor | FR96 (2 Wo.)FR | — | — | Erstveröffentlichung: 7. November 2011 Charteinstieg FR: 2016           |
| 2012 | Intégrale 2012 Virgin Records                                   | FR76 (7 Wo.)FR | BEW191 (2 Wo.)BEW | — |                                                                         |
| 2014 | Hit Box 3CD Parlophone / Warner Music                           | FR156 (3 Wo.)FR | — | — | Erstveröffentlichung: 6. Oktober 2014 Charteinstieg FR: 2016            |
| 2014 | 5 albums originaux Parlophone / Warner Music                    | FR178 (1 Wo.)FR | — | — | Erstveröffentlichung: 19. Dezember 2014 Charteinstieg FR: 2016          |
| 2016 | 80 .81 .82 sur scène Polydor                                    | FR43 (12 Wo.)FR | BEW145 (8 Wo.)BEW | — | Erstveröffentlichung: 7. Oktober 2016                                   |
| 2017 | Le coffret essentiel live 1986-2007 Parlophone / Warner Music   | FR116 (1 Wo.)FR | — | — | Erstveröffentlichung: 24. Februar 2017 10-CD-Box                        |
| 2020 | L’album de sa vie – 100 titres Polydor                          | FR99 (5 Wo.)FR | BEW63 (11 Wo.)BEW | — | 5-CD-Box                                                                |
| 2022 | Putain d’coffret Polydor                                        | — | BEW106 (1 Wo.)BEW | — | Erstveröffentlichung: 28. Oktober 2023 l’integrale 1975–82 (12 vinyles) |

## Sonderveröffentlichungen

### Kompilationen
| Jahr | Titel                      | Höchstplatzierung, Gesamtwochen, AuszeichnungChartplatzierungen (Jahr, Titel, Platzierungen, Wochen, Auszeichnungen, Anmerkungen) | Höchstplatzierung, Gesamtwochen, AuszeichnungChartplatzierungen (Jahr, Titel, Platzierungen, Wochen, Auszeichnungen, Anmerkungen) | Höchstplatzierung, Gesamtwochen, AuszeichnungChartplatzierungen (Jahr, Titel, Platzierungen, Wochen, Auszeichnungen, Anmerkungen) | Anmerkungen                                                                            |
| Jahr | Titel                      | FR | BEW | CH | Anmerkungen                                                                            |
| ---- | -------------------------- | --- | --- | --- | -------------------------------------------------------------------------------------- |
| 1995 | Master Série – Vol. 1      | — | — | — | Erstveröffentlichung: 1995 · FR: Gold · Teil der Serie Master Série                    |
| 2003 | L’essentiel Virgin Records | FR71 (5 Wo.)FR | — | — | Erstveröffentlichung: 24. März 2003 Charteinstieg FR: 2016; Teil der Reihe L’essentiel |

## Statistik

### Chartauswertung
|                     | FR     | BEW      | CH     |
| ------------------- | ------ | -------- | ------ |
| Nummer-eins-Alben   | FR6FR  | BEW5BEW  | CH1CH  |
| Top-10-Alben        | FR8FR  | BEW12BEW | CH5CH  |
| Alben in den Charts | FR37FR | BEW29BEW | CH10CH |

|                       | FR     | BEW     | CH    |
| --------------------- | ------ | ------- | ----- |
| Nummer-eins-Singles   | FR1FR  | BEW—BEW | CH—CH |
| Top-10-Singles        | FR3FR  | BEW2BEW | CH—CH |
| Singles in den Charts | FR21FR | BEW6BEW | CH5CH |

### Auszeichnungen für Musikverkäufe
| 2× Platin-Schallplatte - Europa - 2004: für das Album Boucan d’enfer |

Anmerkung: Auszeichnungen in Ländern aus den Charttabellen bzw. Chartboxen sind in ebendiesen zu finden.
| Land/RegionAuszeichnungen für Musikverkäufe (Land/Region, Auszeichnungen, Verkäufe, Quellen) | Gold       | Platin       | Diamant     | Verkäufe    | Quellen                                                   |
| -------------------------------------------------------------------------------------------- | ---------- | ------------ | ----------- | ----------- | --------------------------------------------------------- |
| Belgien (BRMA)                                                                               | 3× Gold3   | 3× Platin3   | —           | 115.000     | ultratop.be                                               |
| Europa (IFPI)                                                                                | —          | 2× Platin2   | —           | (2.000.000) | ifpi.org (Memento vom 1. Januar 2014 im Internet Archive) |
| Frankreich (SNEP)                                                                            | 28× Gold28 | 23× Platin23 | 4× Diamant4 | 9.780.000   | infodisc.fr snepmusique.com                               |
| Schweiz (IFPI)                                                                               | 2× Gold2   | Platin1      | —           | 65.000      | hitparade.ch                                              |
| Insgesamt                                                                                    | 33× Gold33 | 29× Platin29 | 4× Diamant4 |             |                                                           |